# Zorakert
Zorakert (en arménien Զորակերտ) est une communauté rurale du marz de Shirak en Arménie. Comprenant également la localité de Darik, elle compte 146 habitants en 2008.